# BattleSphere
BattleSphere est un jeu vidéo de combat spatial sorti en 2000 sur Jaguar.

## ÉditionGold
Une édition spéciale limitée pour l'anniversaire du jeu a été vendue. Il s'agissait du jeu original pourvu de quelques améliorations.